# Ferruccio Lamborghini
Ferruccio Lamborghini (Cento, 28 d'abril de 1916 - Perusa, 20 de febrer de 1993) va ser un fabricant italià de tractors i automòbils esportius, fundador de la marca Lamborghini.
Ferruccio Lamborghini va néixer el 28 d'abril de 1916 en el petit poble de Cento, a la província de Ferrara. Va ser un ric fabricant de tractors, màquines d'aire condicionat i sistemes d'unitats escalfadores. Després de la Segona Guerra Mundial, Lamborghini era propietari de cotxes esportius, incloent un Ferrari. Els seus pares van ser grangers, però Ferruccio aviat hauria decidit dedicar-se a la mecànica. Va començar a treballar amb el seu pare a la fàbrica de tractors, la qual cosa li provocaria gran interès i el portaria a estudiar tècniques de mecànica a Bolonya.
Durant la Segona Guerra Mundial el va ser reclutat per les Forces d'Aire Italiana, treballant en la secció de transport a l'illa de Rodes. Després el 1944 es va convertir en presoner per les forces Britàniques quan l'illa va caure en mans dels britànics a la fi de la guerra a 1945. Es va casar, però la seva esposa va morir el 1947 mentre donava a llum el seu primer fill, un nen anomenat Antonio.
Després de la Segona Guerra Mundial Després de retornar a la seva ciutat de naixement va començar a comprar diferents cotxes de guerra ja sense ús per a modificar-los, dotar-los de la seva gran capacitat per a la modificació i perfeccionament d'aquests. Va construir la seva mini-fàbrica en un taller petit però amb moltes ganes, després tindria al cap la idea de mudar-se a una fàbrica de molta més comoditat. En poc temps els seus grans avenços en la mecànica de tractors, sumat a la gran possibilitat de vendes que obtenia, ja que en la seva zona eren de vital importància aquests, Ferruccio Lamborghini començaria a formar-se un veritable expert de la creació automotriu. En els anys 1959 l'italià, que ja posseïa una fàbrica de tractors Lamborghini que es trobaria fermament posicionada en el mercat, no es quedaria a gust amb això sinó que ara s'uniria al mercat de cremadors i aires condicionats, atorgant-li grans beneficis que després li donaria pas a la seva gran salt en la branca de venda de vehicles. Amb totes les ganes posades en la construcció, la seva nova fita eren els helicòpters, però de sobte es veu completament anul·lat per una llicència deixant aquest gran somni de Ferruccio fet miques.
No se sap si realment va ser un mal pas o un gran pas, perquè la no fabricació d'helicòpters li obriria novament un camí de prosperitat el qual ara per ara porta el seu nom. En els anys 1963 després de la mítica discussió amb Enzo Ferrari sobre la mala qualitat dels seus automòbils, decideix obrir la seva fàbrica a la ciutat de Sant 'Agata la qual donaria començament a la marca de cotxes Lamborghini. El seu primer model de cotxe és el 350GTV que després d'un any de dur treball sortiria a la llum. La creació de cotxes començaria amb una constant prometedora però després el 1972 amb una crisi econòmica que va dificultar no només al país sinó que també tindria efecte en aquest gran projecte de Ferruccio. El gran conflicte de la caiguda del petroli a Europa acabaria provocant que l'italià es desfaci del 51% de les seves accions lliurades a Henri Rossetti, qui després seria el que portaria al seu amic Rene Leimen perquè més endavant Lamborghini cedís l'altre 49% de les accions quedant així en mans dels dos empresaris. Aquests dos nous propietaris completament sense sentit sobre la marca i dels seus orígens no van fer més que una mala administració, no van llançar noves creacions, sinó que a més van posar en perill de fallida a la signatura l'any 1977. Giulio Alfieri, Alessandor Arts (apassionat automobilístic), i Sgarzy es van reunir per tal d'unir capacitats per donar-li novament un rumb de prosperitat a Lamborghini cotxes.
A poc a poc, començaria novament a reprendre el vol, a col·locar-se de nou entre els millors del mercat i això gràcies a la gran admiració dels empleats cap a Ferruccio, ja que pels obvis problemes econòmics que va passar abans, a aquest els devia mesos de sou. L'any 1984 és l'any de l'aixecada de Lamborghini, es converteix en una de les marques més prestigioses mundialment. Més endavant passarà per diferents propietaris, com ara la família Mimran, que també va comprar totes les accions de la firma. Per finalment el 1998 començar una etapa de creixement que mai es va aturar, amb la compra del Grup Volkswagen, i la nova fusió amb Audi, i Seat. Ferrucio abans de morir va poder veure com la seva signatura, com el seu somni més anhelat, novament es convertia en una empresa líder en la fabricació de cotxes. El 20 de febrer de 1993, va ser la data del llançament del Lamborghini Diablo un dels cotxes característics de la nova era Lamborghini.